# Jerry Mateparae
Sir Jeremiah "Jerry" Mateparae (Wanganui, 14 de noviembre de 1954) es un exsoldado de Nueva Zelanda que se desempeñó como el vigésimo gobernador general de Nueva Zelanda entre 2011 y 2016, la segunda persona maorí en ocupar el cargo, después de Sir Paul Reeves. Ex oficial del Ejército de Nueva Zelanda, fue Jefe de la Fuerza de Defensa de Nueva Zelanda de 2006 a 2011, y luego se desempeñó como director de la Oficina de Seguridad de Comunicaciones del Gobierno de Nueva Zelanda durante cinco meses en 2011. Tras su mandato como gobernador general, Mateparae fue Alto Comisionado (embajador) de Nueva Zelanda en el Reino Unido entre 2017 y 2020.